# Nová Říše
Nová Říše (deutsch: Neureisch) ist eine Minderstadt im Okres Jihlava (Bezirk Iglau) im Kraj Vysočina (Region Hochland) in Mähren in der Tschechischen Republik.
Die Gemeinde hat eine Fläche von 785 ha, und eine Einwohnerschaft von 855 (Stand: 2005). Nová Říše liegt etwa 30 km südlich von Jihlava (deutsch Iglau) und etwa 10 km südöstlich von Telč (deutsch Teltsch) im Okres Jihlava. Am 17. März 2011 wurde der Status als Městys erneuert.

## Sehenswürdigkeiten
Bedeutendste Sehenswürdigkeit ist die um 1211 als Chorfrauenstift gegründete Abtei Ss. Peter und Paul der Prämonstratenser-Chorherren und deren Kirche.

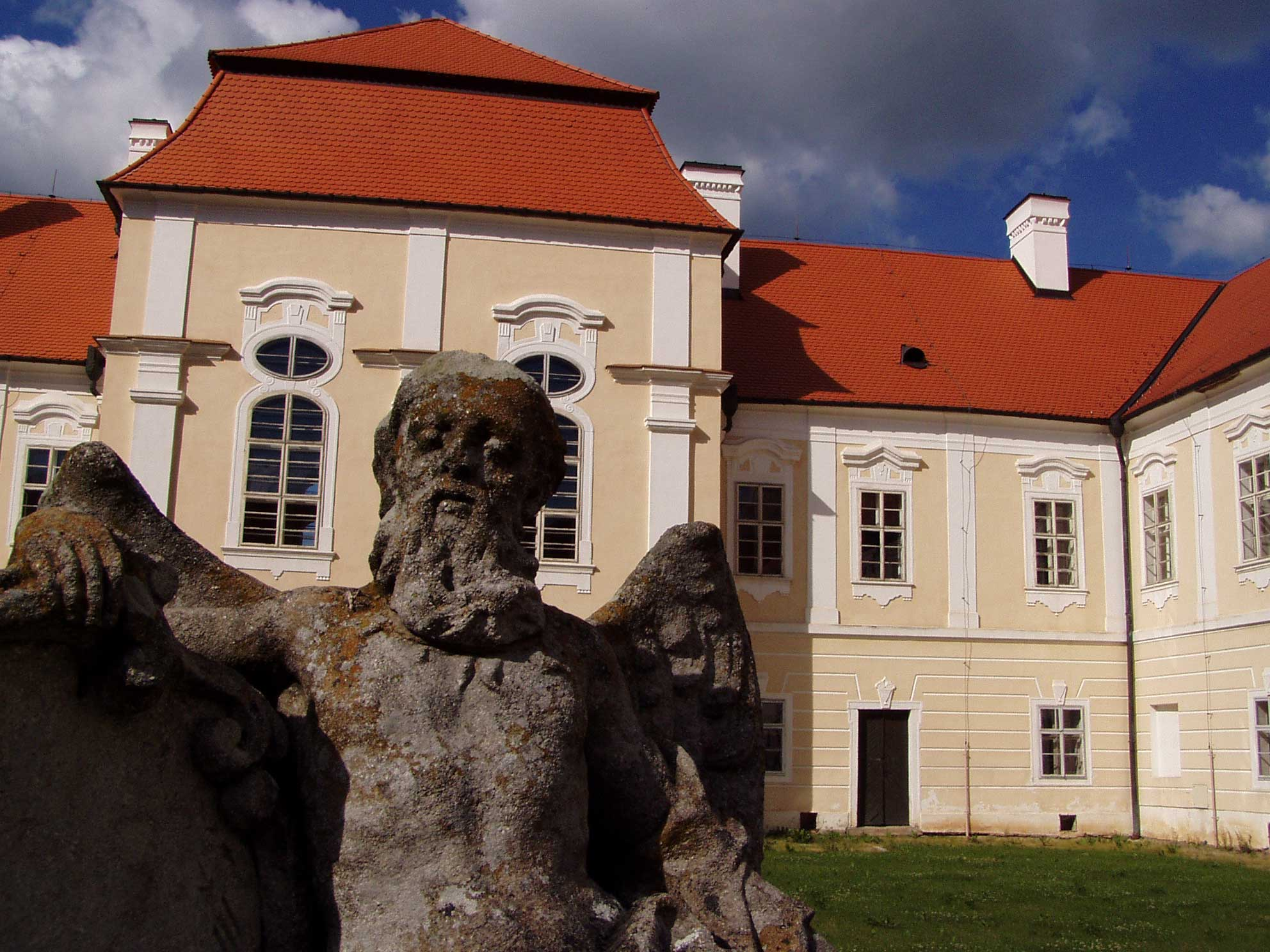
Innenhof der Abtei
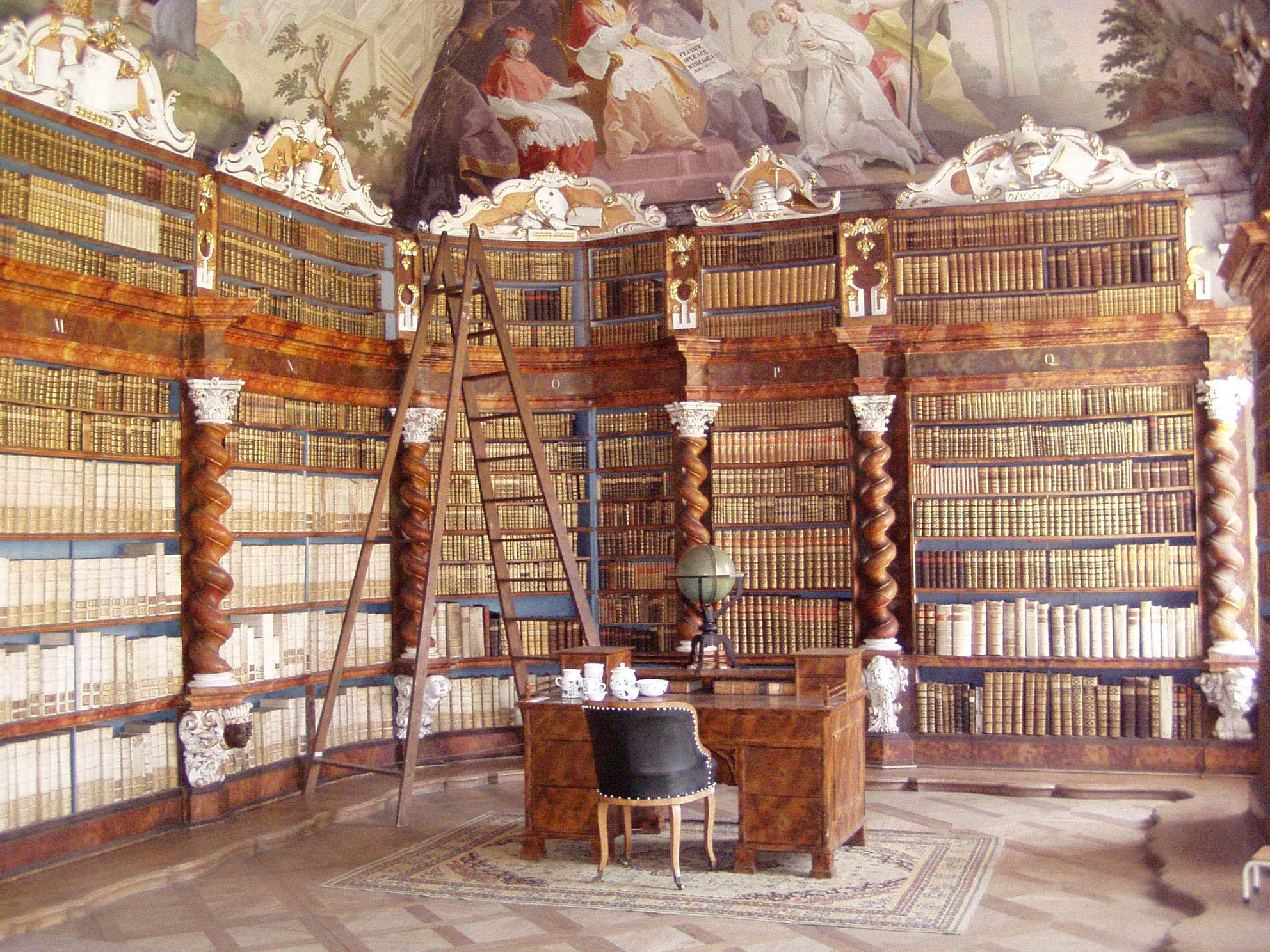
Bibliothek der Abtei
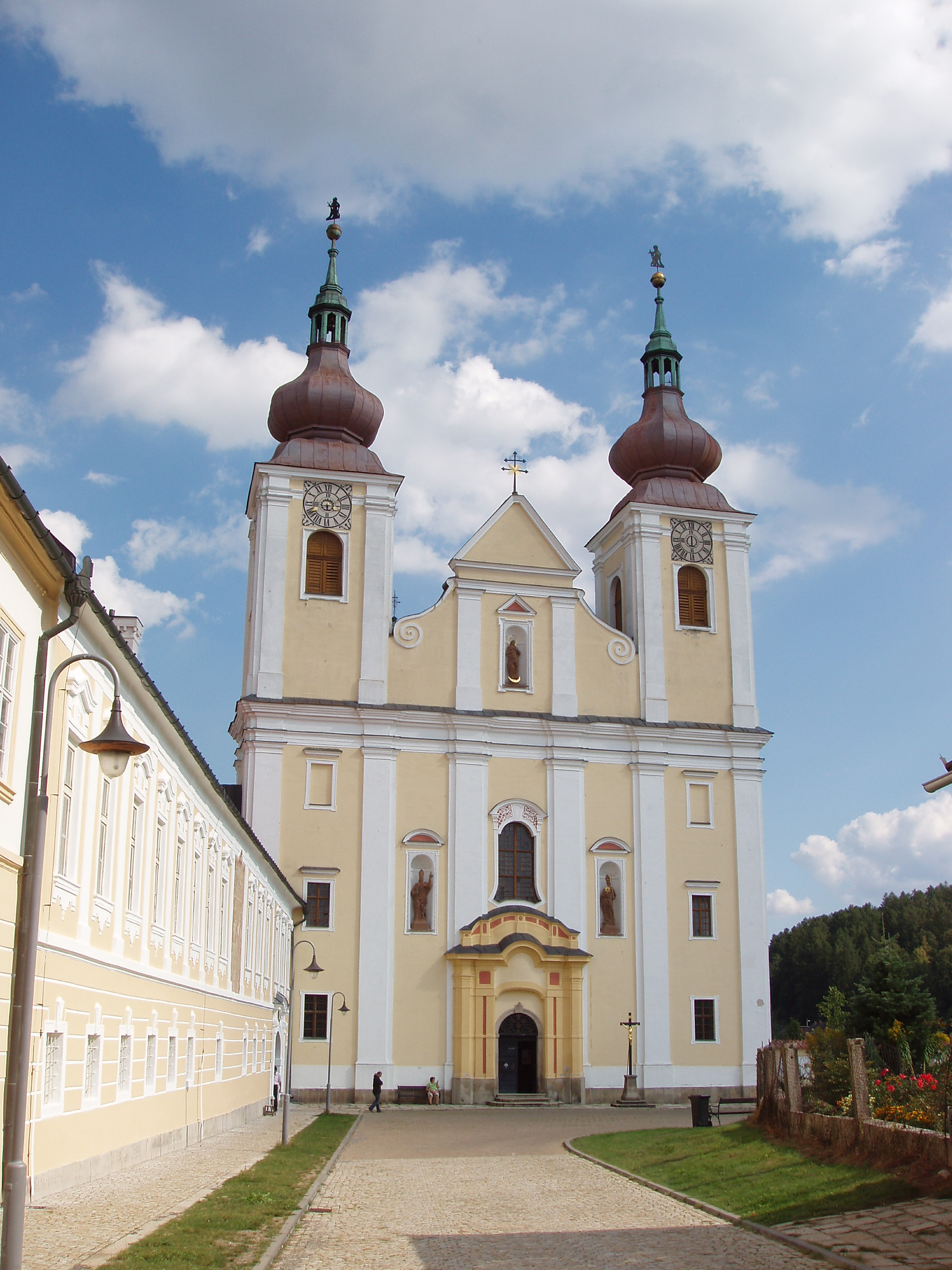
Abteikirche
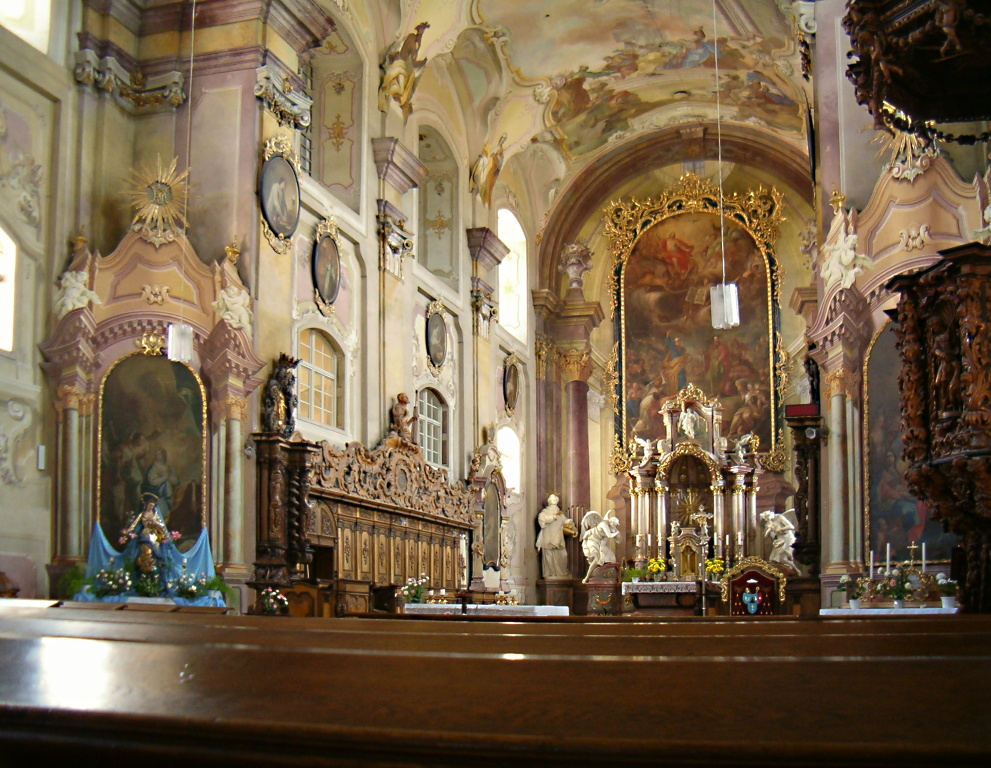
Inneres der Abteikirche
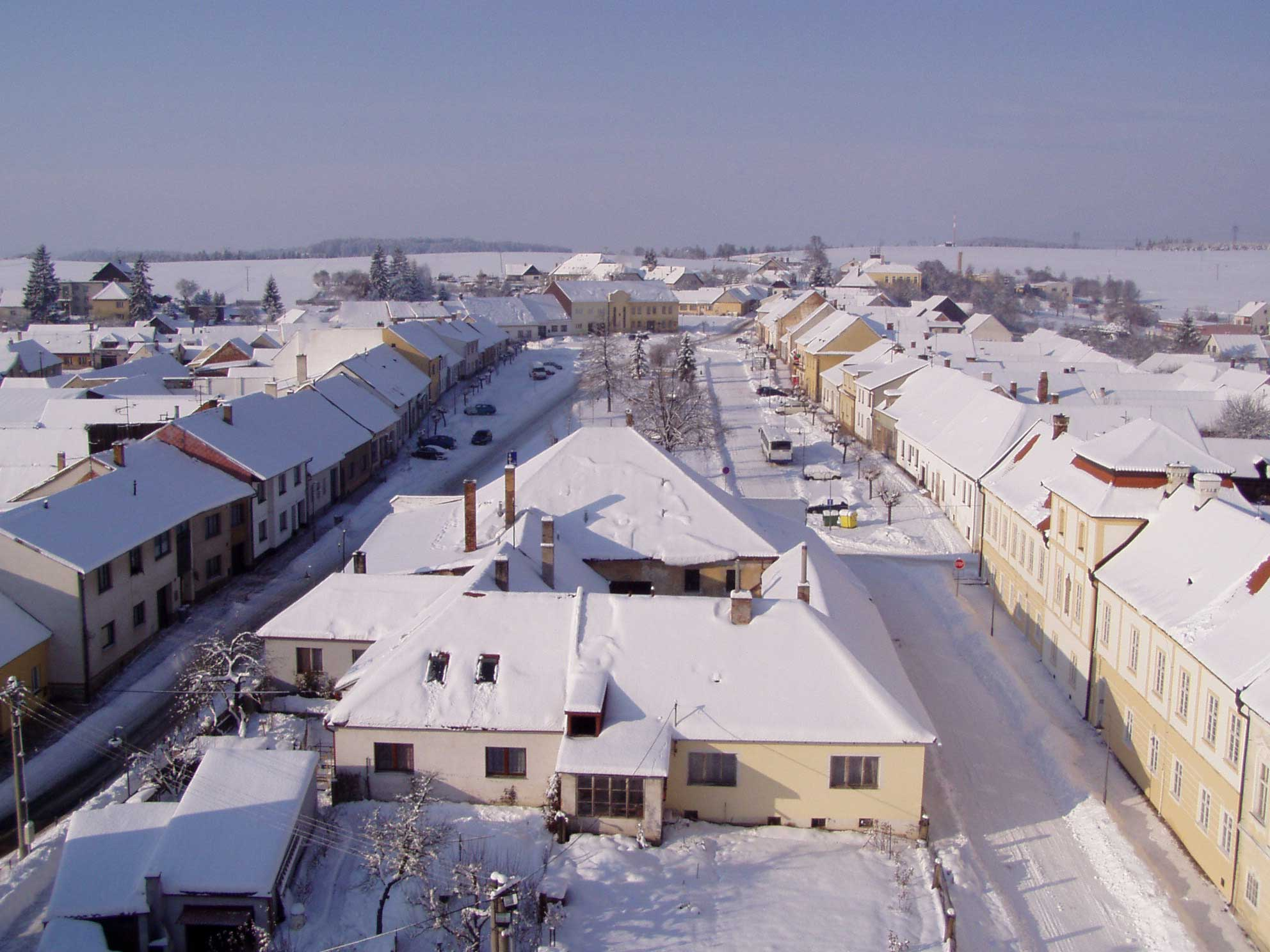
Blick vom Kirchturm aus

## Weitere Bauwerke

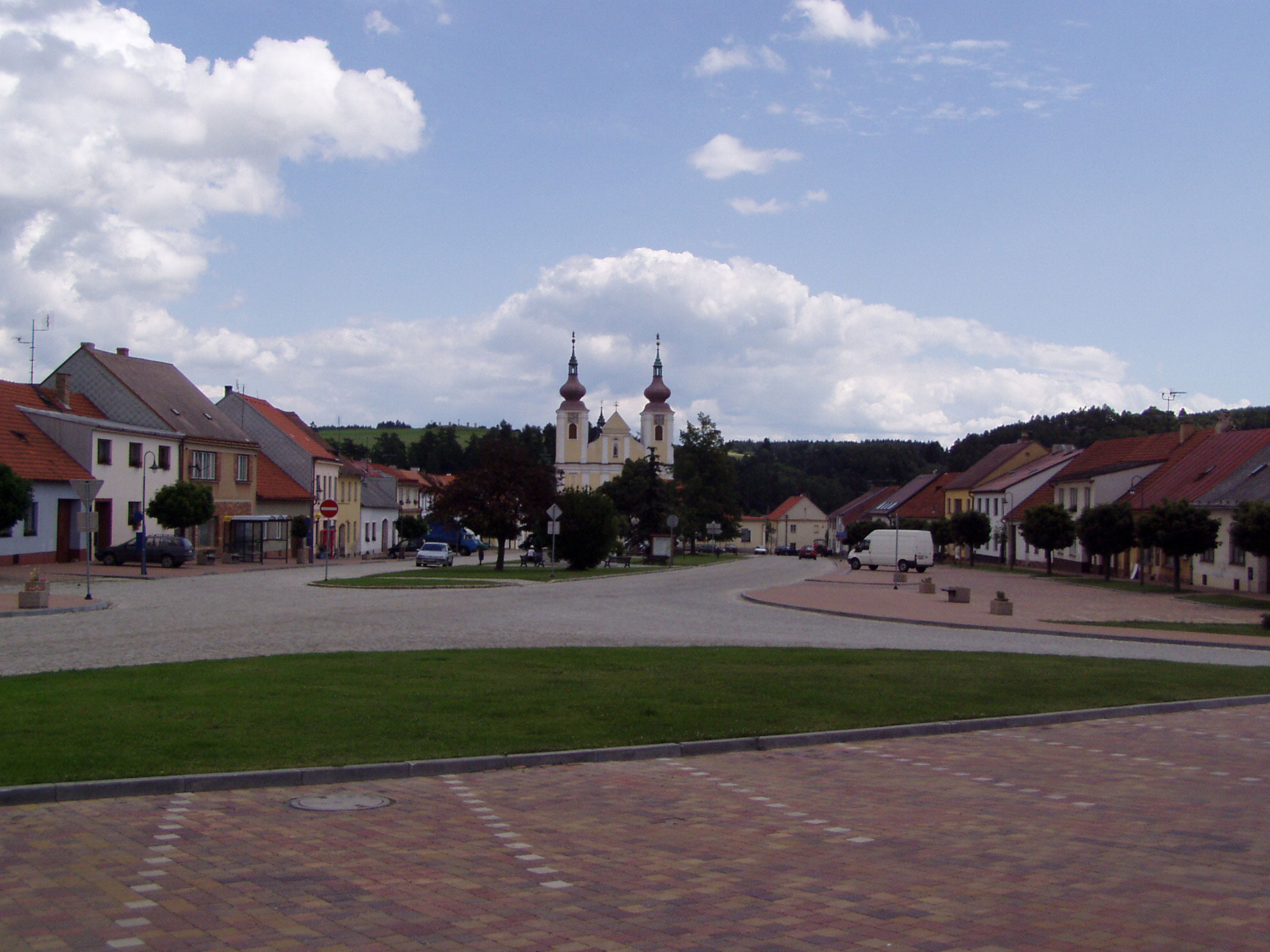
Ortsansicht I
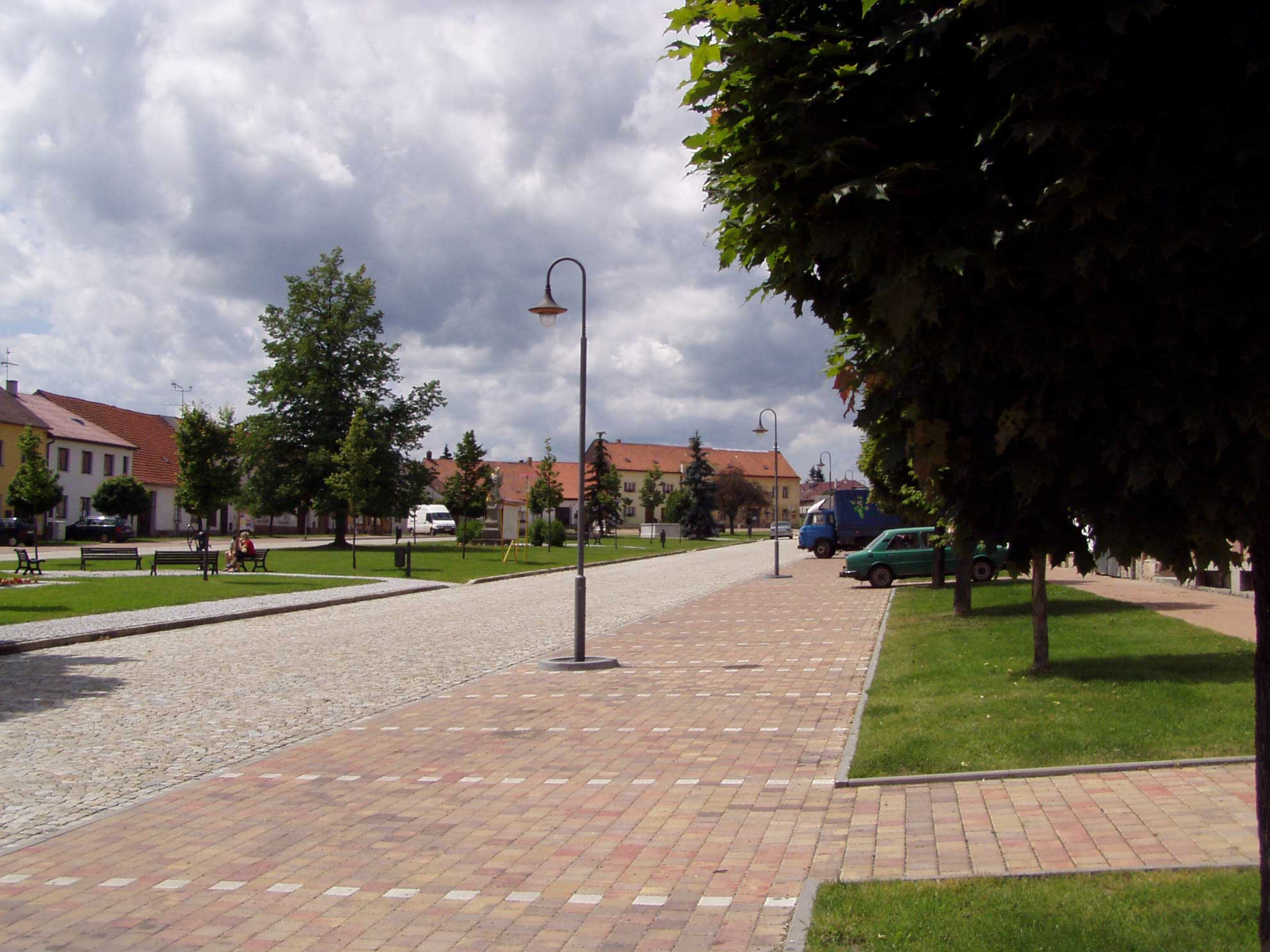
Ortsansicht II
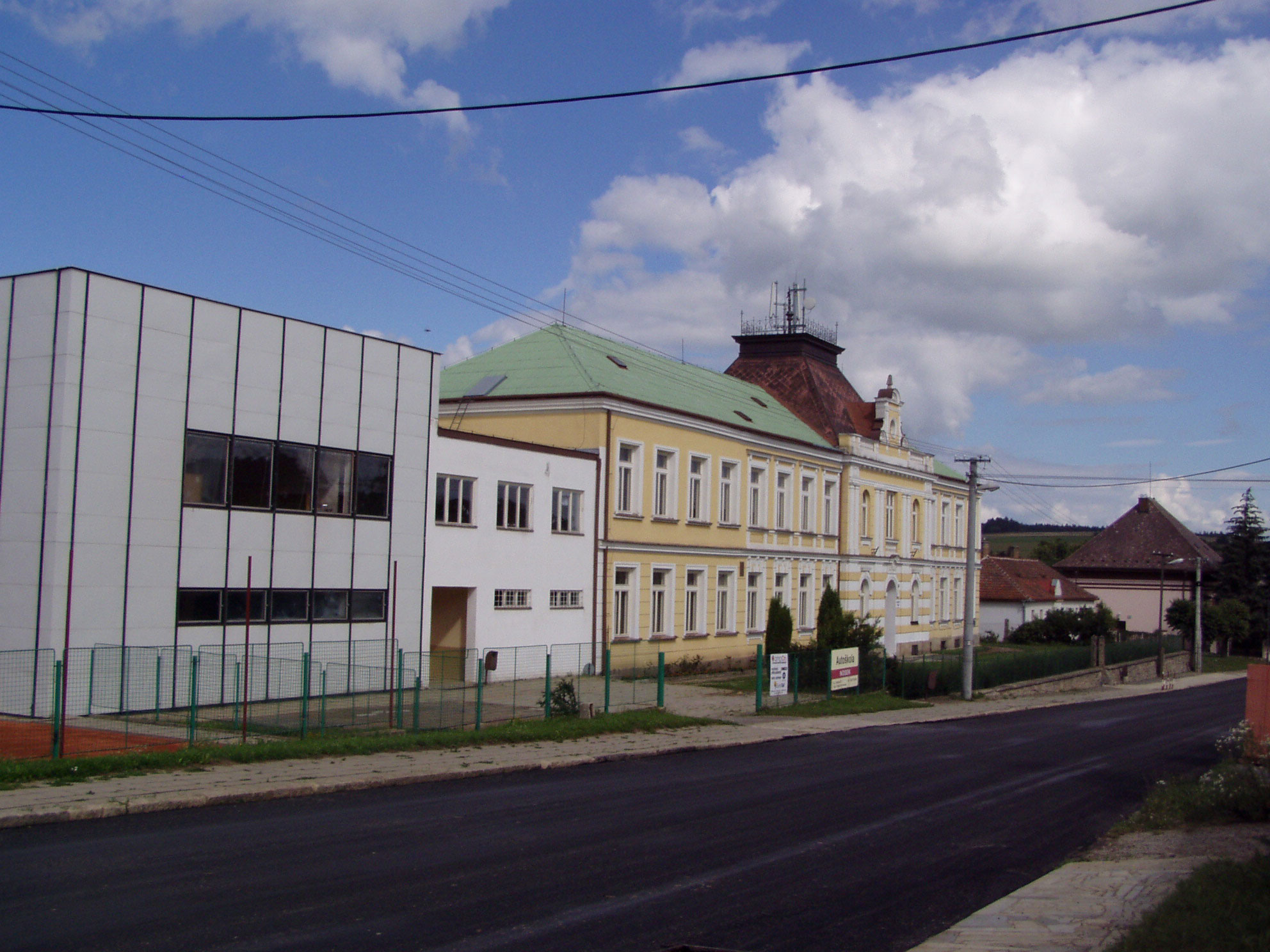
Grundschule
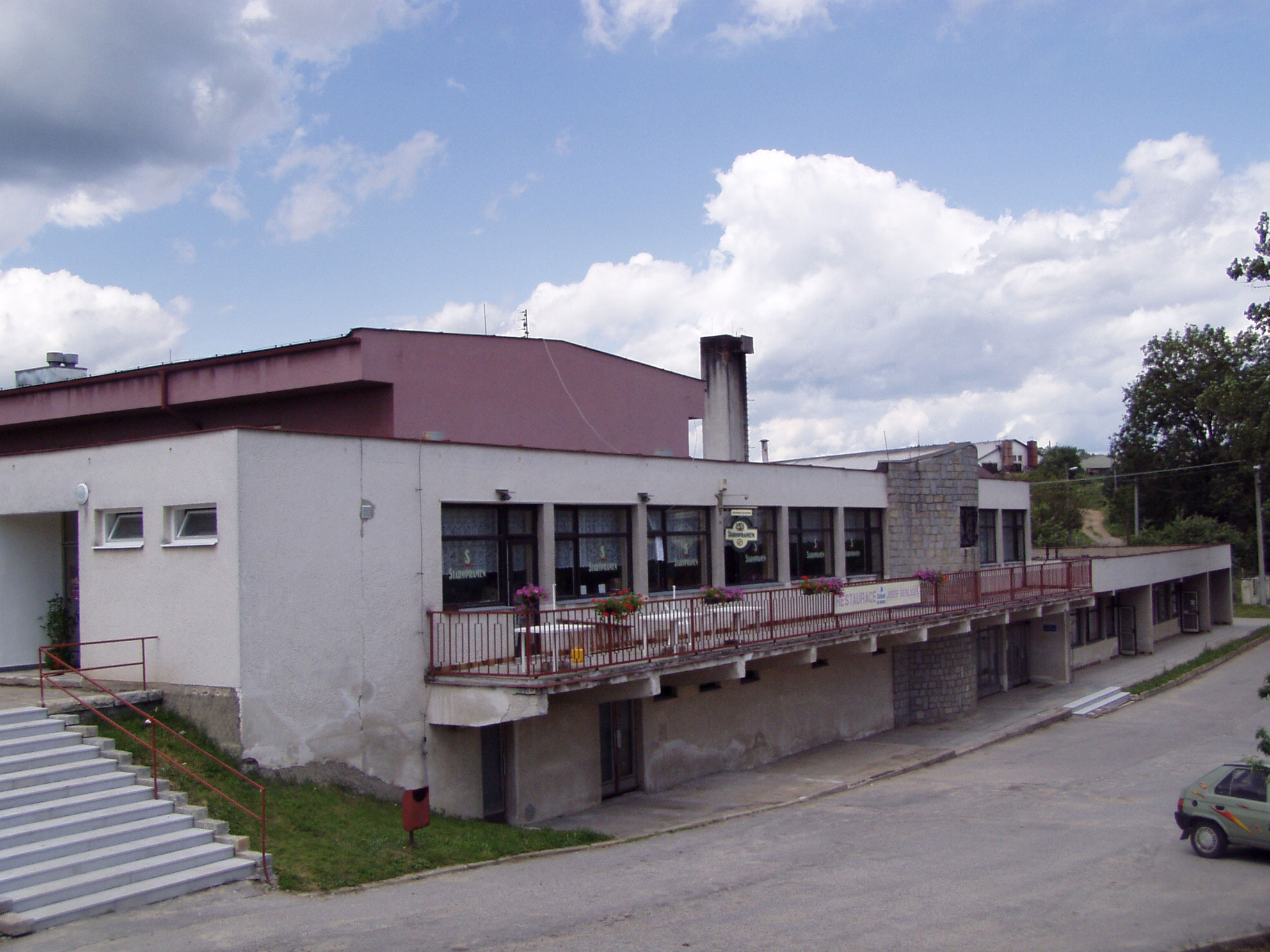
Kulturhaus
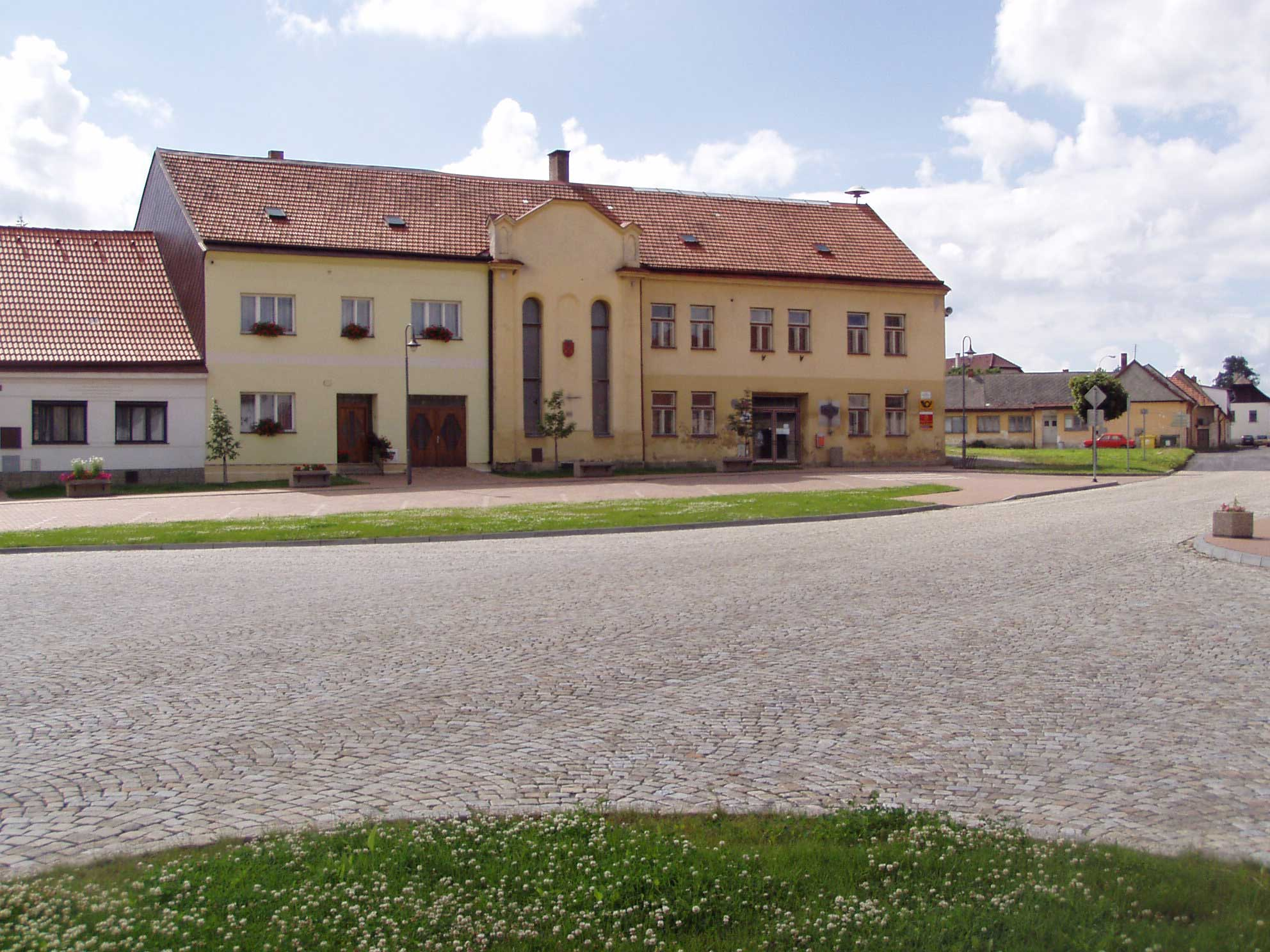
Post

## Persönlichkeiten
Im Ort geboren:
- Paul Wranitzky (1756–1808), Komponist
- Anton Wranitzky  (1761–1820), Komponist
- Jan Novák (1921–1984), Komponist, Schüler von Bohuslav Martinů

Im Ort tätig:
- Otokar Březina (1868–1929) war dort von 1888 bis 1901 Lehrer an der Volksschule